# Сан-Секондо-Парменсе
Сан-Секондо-Парменсе (італ. San Secondo Parmense) — муніципалітет в Італії, у регіоні Емілія-Романья,  провінція Парма.
Сан-Секондо-Парменсе розташований на відстані близько 390 км на північний захід від Рима, 100 км на північний захід від Болоньї, 16 км на північний захід від Парми.
Населення — 5709 осіб (2014).
Щорічний фестиваль відбувається 25 березня. Покровитель — Beata Vergine Annunciata.

## Демографія
Населення за роками:

Станом на 1 січня 2023 року в муніципалітеті офіційно проживало 776 іноземців з 42 країн, серед них 163 громадяни країн Євросоюзу та 36 громадян України.

## Сусідні муніципалітети
- Фонтанеллато
- Роккаб'янка
- Сісса-Треказалі
- Соранья